# Andrena agoseridis
Andrena agoseridis är en biart som beskrevs av Thorp 1969. Andrena agoseridis ingår i släktet sandbin, och familjen grävbin. Inga underarter finns listade i Catalogue of Life.